# Emil Lagerkvist
Johan Emil Theodor Lagerkvist (i riksdagen kallad Lagerkvist i Skellefteå), född 10 september 1876 i Själevads församling, Västerbottens län, död 15 juni 1968 i Umeå stadsförsamling, Västernorrlands län, var en svensk grosshandlare och politiker (liberal).
Emil Lagerkvist, som var son till en skomakare, var grosshandlare i Skellefteå 1907–1929 och därefter direktör för Vännäs Kraft AB 1929–1950. Han var också ledamot i Skellefteå stadsfullmäktige 1917–1929 och ordförande i norra Västerbottens valkretsförbund av frisinnade landsföreningen.
Han var riksdagsledamot i första kammaren 1916–1919 för Västerbottens läns valkrets och tillhörde Frisinnade landsföreningens riksdagsgrupp Liberala samlingspartiet. I riksdagen var han bland annat suppleant i lagutskottet vid lagtima riksmötet 1918 och i första lagutskottet vid lagstima riksmötet 1919. Han engagerade sig exempelvis för järnvägsbyggande.